# Lanuvio
Lanuvio es una localidad italiana de la provincia de Roma, región de Lazio, con 12.581 habitantes. Es popular por que en esta localidad nació el emperador romano Cómodo, sucesor de Marco Aurelio.

## Evolución demográfica
| Gráfica de evolución demográfica de Lanuvio entre 1861 y 2001 |
|                                                               |
| Fuente ISTAT - elaboración gráfica de Wikipedia               |

## Ciudades hermanadas
- Centuripe
- Godella